# Erythrolamprus oligolepis
Erythrolamprus oligolepis — вид змій родини полозових (Colubridae). Мешкає в Південній Америці.

## Поширення і екологія
Erythrolamprus oligolepis мешкають в Амазонії, на території Бразилії і Перу, за деякими свідченнями, також в Колумбії і Венесуелі. Вони живуть у вологих тропічних лісах. Живляться амфібіями.